# China 2030
China 2030: Building a Modern, Harmonious, and Creative High-Income Society (deutsch: Aufbau einer modernen, harmonischen und kreativen Gesellschaft mit hohem Einkommen) ist eine umfassende Studie über die Wirtschaft Chinas, die 2012 gemeinsam von der Weltbank, dem chinesischen Finanzministerium und dem Forschungszentrum für Entwicklung des Staatsrates der Volksrepublik China erarbeitet wurde.
China 2030 zeigt einen Entwicklungspfad für China auf, der bis 2030 dazu führen würde, den Status eines „reichen Landes“ zu erreichen.
Der frühere Bericht „China 2020“ wurde 1998 unter der Schirmherrschaft der Weltbank erstellt.

## Inhalt
Die Studie setzt der Entwicklung Chinas sechs Ziele in sechs Entwicklungsbereichen (Kapitel 3 bis 8 des ersten Teils):
- Weiterer struktureller Übergang zur Marktwirtschaft
- Beschleunigung der Innovationen
- Umstellung auf „grünes Wachstum“
- Chancengleichheit und soziale Absicherung
- Modernisierung und Stärkung des inländischen Steuersystems zur Anpassung an die staatlichen Aufgaben
- Ausbau der Beziehungen mit der Welt zum wechselseitigen Vorteil

Das erste Kapitel enthält einen Überblick über die Entwicklung Chinas von 1978 bis 2030, das zweite beschreibt die Entwicklungsstrategie, das neunte analysiert die Hindernisse.
Im zweiten Teil werden die Ziele des ersten Teils durch 5 Analysen fundiert.

## Mitarbeiter
Die chinesische Steuergruppe bestand aus Yutai Zhang, Yong Li, Shijin Liu, Junkuo Zhang, Xiaosong Zheng und F. Shixin Chen, die Steuerungsgruppe der Weltbank aus Sri Mulyani Indrawati, Lars Thunell, Justin Yifu Lin, Otaviano Canuto, Joachim von Amsberg, James Adams und Klaus Rohland.
Unterstützt und beraten wurde die Arbeit von Robert B. Zoellick, Finanzminister Xuren Xie und den Staatsministern Wei Li und He Liu des Staatsrates.
Die Steuerungsteams wurden von Experten durch Analysen und Hintergrundberichte unterstützt, darunter David Bulman, Aart Kraay, Antonio Ollero  Yukon Huang, Jinglian Wu, Bin Xia, Fei Feng, Wei Lv, and Yanfeng Ge gaben wertvolle Anregungen. Von besonderem Nutzen waren die Kommentare und Peer-Reviews von Pieter Bottelier, Bert Hofman, and Barry Naughton.